# Clifford Dupont
Clifford Dupont (* 6. Dezember 1905 in London, England; † 28. Juni 1978 in Salisbury, Rhodesien) war rhodesischer Politiker, Mitglied der rhodesischen Front und von 1970 bis 1975 erster rhodesischer Präsident.
Dupont wanderte 1948 nach Südrhodesien aus und diente nach der einseitigen Erklärung der Unabhängigkeit von Großbritannien zwischen 1965 und 1970 in seiner Position als „Officer Administering the Government“ als nomineller Vertreter der zur Königin von Rhodesien ausgerufenen Elisabeth II.